# Hexatoma (Eriocera) melanacra
Hexatoma (Eriocera) melanacra is een tweevleugelige uit de familie steltmuggen (Limoniidae). De soort komt voor in het Neotropisch gebied.